# Åse och Viste tingslag
Åse och Viste tingslag var ett tingslag i Skaraborgs län.
Tingslaget bildades 1812 av Åse tingslag och Viste tingslag och omfattade  Åse och Viste härader. Tingslaget uppgick 1 januari 1897 i Åse, Viste, Barne och Laske domsagas tingslag.
Tingslaget ingick från 1864 i Åse, Viste, Barne och Laske domsaga. Tingsplats var Grästorp.